# Idrogenofosfato di ammonio e sodio
L'idrogenofosfato di ammonio e sodio è un sale di ammonio e sodio dell'acido fosforico, avente formula NaNH4HPO4 · 4 H2O.
A temperatura ambiente si presenta come un solido incolore e inodore.
Ha la caratteristica di essere utilizzato per i saggi di riconoscimento di cationi alla perla di sal di fosforo, analogamente al saggio alla perla di borace.